# Goya/Beste Nebendarstellerin

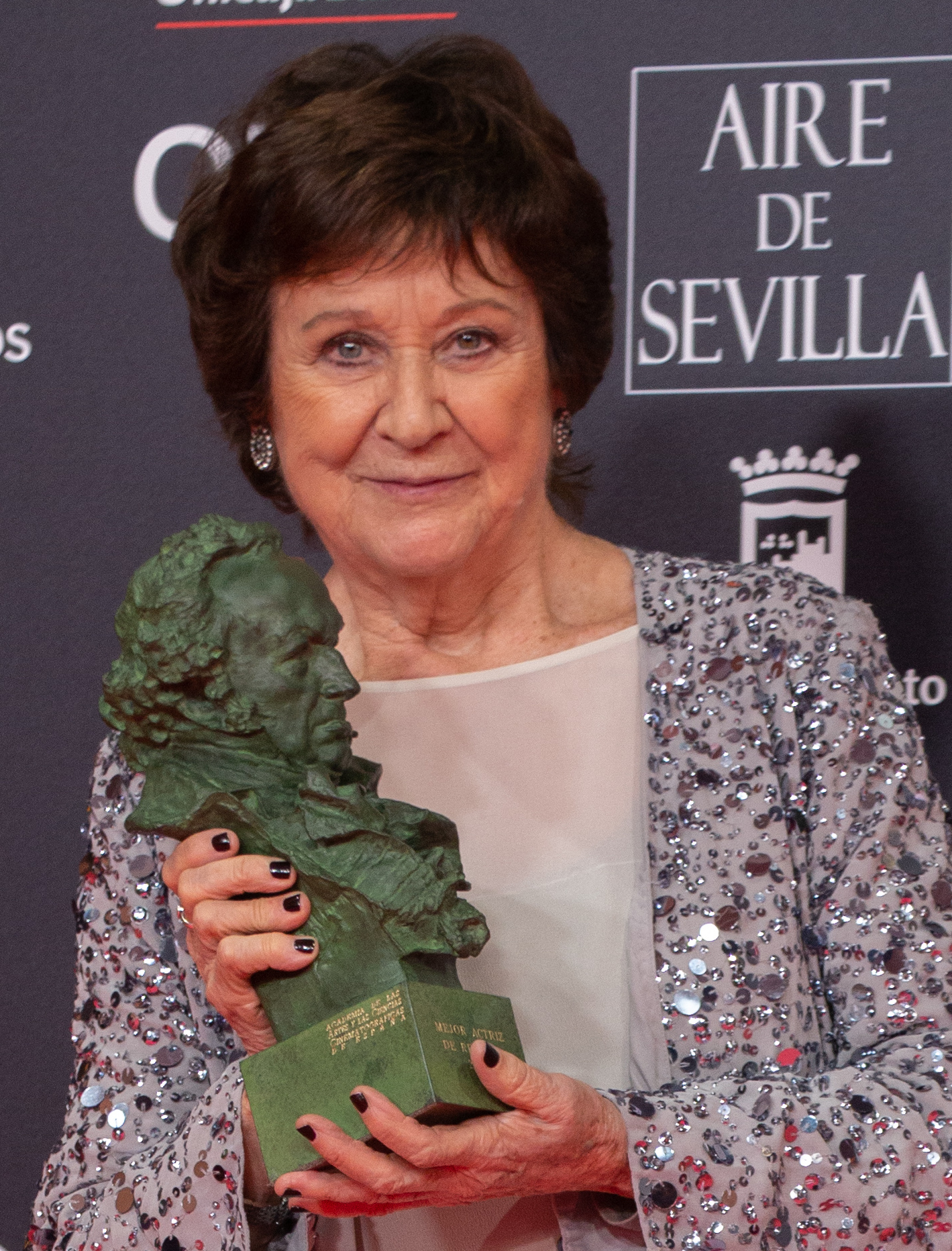
Preisträgerin von 2020: Julieta Serrano

Gewinner und Nominierte für den spanischen Filmpreis Goya in der Kategorie Beste Nebendarstellerin (Mejor actriz de reparto, auch Mejor interpretación femenina de reparto) seit der ersten Verleihung im Jahr 1987. Ausgezeichnet werden die besten Schauspielerinnen einheimischer Filmproduktionen (auch spanische Koproduktionen) des jeweils vergangenen Jahres.
Nicht-spanischsprachige Schauspielerinnen, die eine Nominierung erhielten, waren Geraldine Chaplin (2003 für Jenseits der Erinnerung und 2008 für Das Waisenhaus) und Sigourney Weaver (2017 für Sieben Minuten nach Mitternacht), wobei Chaplin 2003 den Goya auch gewinnen konnte.
| Statistik                          | Name                 | Anzahl | Jahr                                |
| ---------------------------------- | -------------------- | ------ | ----------------------------------- |
| Häufigste Auszeichnungen           | María Barranco       | 2      | 1989, 1991                          |
| Häufigste Auszeichnungen           | Verónica Forqué      | 2      | 1987, 1988                          |
| Häufigste Auszeichnungen           | Candela Peña         | 2      | 2004, 2013                          |
| Häufigste Auszeichnungen           | Rosa Maria Sardà     | 2      | 1994, 2002                          |
| Häufigste Nominierungen (* = Sieg) | Chus Lampreave       | 6      | 1987, 1989, 1990, 1993*, 1996, 2013 |
| Häufigste Nominierungen (* = Sieg) | Terele Pávez         | 6      | 1988, 1989, 2001, 2011, 2014*, 2017 |
| Häufigste Nominierungen ohne Sieg  | Loles León           | 3      | 1991, 1997, 1999                    |
| Häufigste Nominierungen ohne Sieg  | Pilar López de Ayala | 3      | 2006, 2011, 2012                    |
| Häufigste Nominierungen ohne Sieg  | Natalia de Molina    | 3      | 2019, 2020, 2021                    |
| Häufigste Nominierungen ohne Sieg  | Maribel Verdú        | 3      | 1997, 2012, 2014                    |

Die unten aufgeführten Filme werden mit ihrem deutschen Verleihtitel (sofern vorhanden) angegeben, danach folgt in Klammern in kursiver Schrift der spanische Originaltitel.

## 1980er Jahre
1987
Verónica Forqué – Das Jahr der Aufklärung (El año de las luces)
- Chus Lampreave – Das Jahr der Aufklärung (El año de las luces)
- María Luisa Ponte – El Hermano bastardo de Dios

1988
Verónica Forqué – Moros y cristianos
- Marisa Paredes – Cara de acelga
- Terele Pávez – Laura – Vom Himmel kommt die Nacht (Laura, del cielo llega la noche)

1989
María Barranco – Frauen am Rande des Nervenzusammenbruchs (Mujeres al borde de un ataque de nervios)
- Laura Cepeda – Baton Rouge - Tödliche Therapie (Baton Rouge)
- Chus Lampreave – Das Ohrläppchen des Diktators (Espérame en el cielo)
- Terele Pávez – Diario de invierno
- Julieta Serrano – Frauen am Rande des Nervenzusammenbruchs (Mujeres al borde de un ataque de nervios)

## 1990er Jahre
1990
María Asquerino – El mar y el tiempo
- María Barranco – Die Dinge der Liebe (Las cosas del querer)
- Chus Lampreave – Bajarse al moro
- Amparo Rivelles – Esquilache
- Concha Velasco – Esquilache

1991
María Barranco – Ay Carmela! – Lied der Freiheit (¡Ay, Carmela!)
- Rosario Flores – Blutwind (Contra el viento)
- Loles León – Fessle mich! (¡Átame!)

1992
Kiti Manver – Todo por la pasta
- María Barranco – Der verblüffte König (El rey pasmado)
- Cristina Marcos – High Heels (Tacones lejanos)

1993
Chus Lampreave – Belle Epoque (Belle epoque)
- Mary Carmen Ramírez – Belle Epoque (Belle epoque)
- Pastora Vega – Bis daß der Tod euch scheidet (Demasiado corazón)

1994
Rosa Maria Sardà – ¿Por qué lo llaman amor cuando quieren decir sexo?
- María Barranco – Das rote Eichhörnchen (La ardilla roja)
- Rossy de Palma – Kika (Kika)

1995
María Luisa Ponte – Canción de cuna
- Sílvia Munt – Im Sog der Leidenschaft (La pasión turca)
- Candela Peña – Deine Zeit läuft ab, Killer (Días contados)

1996
Pilar Bardem – Nadie hablará de nosotras cuando hayamos muerto
- Chus Lampreave – Mein blühendes Geheimnis (La flor de mi secreto)
- Rossy de Palma – Mein blühendes Geheimnis (La flor de mi secreto)

1997
Mary Carrillo – Más allá del jardín
- Loles León – Libertarias
- Maribel Verdú – La celestina

1998
Charo López – Geheimnisse des Herzens (Secretos del corazón)
- Ángela Molina – Live Flesh – Mit Haut und Haar (Carne trémula)
- Vicky Peña – Geheimnisse des Herzens (Secretos del corazón)

1999
Adriana Ozores – La hora de los valientes
- Loles León – Das Mädchen deiner Träume (La niña de tus ojos)
- Alicia Sánchez – Barrio
- Rosa Maria Sardà – La niña de tus ojos

## 2000er Jahre
2000
María Galiana – Solas (Solas)
- Adriana Ozores – Zeit der Rückkehr (Cuando vuelvas a mi lado)
- Candela Peña – Alles über meine Mutter (Todo sobre mi madre)
- Julieta Serrano – Zeit der Rückkehr (Cuando vuelvas a mi lado)

2001
Julia Gutiérrez Caba – You’re the One (una historia de entonces)
- Chusa Barbero – Besos para todos
- Ana Fernández – You’re the One (una historia de entonces)
- Terele Pávez – Allein unter Nachbarn – La comunidad (La comunidad)

2002
Rosa Maria Sardà – Sin vergüenza
- Elena Anaya – Lucia und der Sex (Lucía y el sexo)
- Najwa Nimri – Lucia und der Sex (Lucía y el sexo)
- Rosana Pastor – Juana la Loca

2003
Geraldine Chaplin – Jenseits der Erinnerung (En la ciudad sin límites)
- María Esteve – Bedside Stories (El otro lado de la cama)
- Mar Regueras – Rencor
- Tina Sáinz – Historia de un beso

2004
Candela Peña – Öffne meine Augen (Te doy mis ojos)
- María Botto – Soldados de Salamina
- Mónica López – En la Ciudad – In der Stadt (En la ciudad)
- María Pujalte – El lápiz del carpintero

2005
Mabel Rivera – Das Meer in mir (Mar adentro)
- Silvia Abascal – El Lobo – Der Wolf (El lobo)
- Victoria Abril – El séptimo día
- Mercedes Sampietro – Inconscientes

2006
Elvira Mínguez – Tapas
- Marta Etura – Para que no me olvides
- Pilar López de Ayala – Obaba
- Verónica Sánchez – Camarón – Als Flamenco Legende wurde (Camarón)

2007
Carmen Maura – Volver – Zurückkehren (Volver)
- Lola Dueñas – Volver – Zurückkehren (Volver)
- Ariadna Gil – Alatriste
- Blanca Portillo – Volver – Zurückkehren (Volver)

2008
Amparo Baró – Siete mesas de billar francés
- Geraldine Chaplin – Das Waisenhaus (El orfanato)
- Nuria González – Mataharis
- María Vázquez – Mataharis

2009
Penélope Cruz – Vicky Cristina Barcelona
- Elvira Mínguez – Cobardes
- Rosana Pastor – La conjura de El Escorial
- Tina Sáinz – Sangre de mayo

## 2010er Jahre
2010
Marta Etura – Zelle 211 – Der Knastaufstand (Celda 211)
- Pilar Castro – Gordos – Die Gewichtigen (Gordos)
- Vicky Peña – El cónsul de Sodoma
- Verónica Sánchez – Gordos – Die Gewichtigen (Gordos)

2011
Laia Marull – Pan negro
- Pilar López de Ayala – The Outlaw – Krieger aus Leidenschaft (Lope)
- Terele Pávez – Mad Circus – Eine Ballade von Liebe und Tod (Balada triste de trompeta)
- Ana Wagener – Biutiful

2012
Ana Wagener – La voz dormida
- Pilar López de Ayala – Intruders
- Goya Toledo – Maktub
- Maribel Verdú – De tu ventana a la mía

2013
Candela Peña – Ein Freitag in Barcelona (Una pistola en cada mano)
- Chus Lampreave – Das Mädchen und der Künstler (El artista y la modelo)
- María León – Carmina o revienta
- Ángela Molina – Blancanieves

2014
Terele Pávez – Die Hexen von Zugarramurdi (Las brujas de Zugarramurdi)
- Nathalie Poza – Todas las mujeres
- Susi Sánchez – 10.000 noches en ninguna parte
- Maribel Verdú – 15 años y un día

2015
Carmen Machi – 8 Namen für die Liebe (Ocho apellidos vascos)
- Bárbara Lennie – El Niño – Jagd vor Gibraltar (El Niño)
- Mercedes León – La isla mínima – Mörderland (La isla mínima)
- Goya Toledo – Marsella

2016
Luisa Gavasa – La novia
- Marian Álvarez – Felices 140
- Elvira Mínguez – Anrufer unbekannt (El desconocido)
- Nora Navas – Felices 140

2017
Emma Suárez – Die nächste Haut (La propera pell)
- Terele Pávez – La puerta abierta
- Candela Peña – Kiki, el amor se hace
- Sigourney Weaver – Sieben Minuten nach Mitternacht (A Monster Calls)

2018
Adelfa Calvo – El Autor (El autor)
- Anna Castillo – La llamada
- Belén Cuesta – La llamada
- Lola Dueñas – No sé decir adiós

2019
Carolina Yuste – Carmen & Lola (Carmen y Lola)
- Anna Castillo – Viaje al cuarto de una madre
- Natalia de Molina – Quién te cantará
- Ana Wagener – Macht des Geldes (El reino)

## 2020er Jahre
2020
Julieta Serrano – Leid und Herrlichkeit (Dolor y gloria)
- Natalia de Molina – Adiós – Die Clans von Sevilla (Adiós)
- Mona Martínez – Adiós – Die Clans von Sevilla (Adiós)
- Nathalie Poza – Mientras dure la guerra

2021
Nathalie Poza – Rosas Hochzeit (La boda de Rosa)
- Juana Acosta – Vier Wände für Zwei (El inconveniente)
- Natalia de Molina – Las niñas
- Verónica Echegui – Explota explota

2022
Nora Navas – Libertad
- Sonia Almarcha – Der perfekte Chef (El buen patrón)
- Aitana Sánchez-Gijón – Parallele Mütter (Madres paralelas)
- Milena Smit – Parallele Mütter (Madres paralelas)

2023
Susi Sánchez – Cinco lobitos
- Ángela Cervantes – La maternal
- Marie Colomb – As bestas
- Penélope Cruz – En los márgenes
- Carmen Machi – Piggy (Cerdita)

2024
Ane Gabarain – 20.000 Arten von Bienen (20.000 especies de abejas)
- Luisa Gavasa – Der Lehrer, der uns das Meer versprach (El maestro que prometió el mar)
- Itziar Lazkano – 20.000 Arten von Bienen (20.000 especies de abejas)
- Clara Segura – Creatura
- Ana Torrent – Cerrar los ojos

2025
Clara Segura – El 47
- Nausicaa Bonnín – La infiltrada
- Macarena García – Casa en flames
- Maria Rodríguez Soto – Casa en flames
- Aixa Villagrán – Die rote Jungfrau (La virgen roja)